# Pseudo Harem
Pseudo Harem (疑似ハーレム, Giji hāremu) est une série de manga par Yū Saitō. Après une publication sur Twitter par son autrice, elle est prépubliée dans le Monthly Shōnen Sunday entre janvier 2019 et mars 2021 et assemblée en six volumes publiés par Shōgakukan entre mars 2019 et avril 2021. En France, la série est publiée par Chatto Chatto.
Une adaptation en anime, produite par le studio Nomad, est diffusée entre juillet et septembre 2024.

## Synopsis
Eiji, jeune lycéen, a toujours rêvé d'avoir son propre harem. Rin, membre comme lui du club de théâtre secrètement amoureuse de lui, décide d'interpréter différentes personnalités pour lui plaire.

## Personnages
Eiji Kitahama (北浜 瑛二, Kitahama Eiji)
Voix japonaise : Nobuhiko Okamoto
Rin Nanakura (七倉 凛, Nanakura Rin)
Voix japonaise : Saori Hayami
Ayaka Nanakura (七倉 綾香, Nanakura Ayaka)
Voix japonaise : Mai Narumi
Motokuni Nakayama (中山 元邦, Nakayama Motokuni)
Voix japonaise : Jun'ichi Suwabe
Tsuguto Iwata (岩田 嗣人, Iwata Tsuguto) / Tsu-chan (つーちゃん)
Voix japonaise : Kōji Yusa
Megu (めぐ)
Voix japonaise : Maria Abo (ja)
Kiri Shirasawa  (白沢 きり, Shirasawa Kiri)
Voix japonaise : Minako Sato (ja)

## Manga
Le manga est initialement publié par Yū Saitō sur son compte Twitter entre 2018 et 2021. Une prépublication a lieu dans le magazine Monthly Shōnen Sunday de Shōgakukan entre le 12 janvier 2019 et le 12 mars 2021, suivie d'une publication en six volumes parus entre le 12 mars 2019 et le 12 avril 2021,.
Une version française du manga est publiée aux éditions Chatto Chatto depuis le 7 octobre 2022.

### Liste des volumes
| no | Japonais         | Japonais          | Français        | Français          |
| no | Date de sortie   | ISBN              | Date de sortie  | ISBN              |
| -- | ---------------- | ----------------- | --------------- | ----------------- |
| 1  | 12 mars 2019     | 978-4-09-129095-3 | 7 octobre 2022  | 978-2-490-45329-0 |
| 2  | 8 août 2019      | 978-4-09-129365-7 | 10 février 2023 | 978-2-490-45331-3 |
| 3  | 10 janvier 2020  | 978-4-09-129580-4 | 3 novembre 2023 | 978-2-490-45334-4 |
| 4  | 12 juin 2020     | 978-4-09-850140-3 | 31 janvier 2025 | 978-2-490-45335-1 |
| 5  | 12 novembre 2020 | 978-4-09-850325-4 | —               |                   |
| 6  | 12 avril 2021    | 978-4-09-850468-8 | —               |                   |

## Anime
Une adaptation du manga en anime est annoncée depuis le 10 avril 2023,. La série est produite par Nomad et réalisée par Toshihiro Kikuchi avec Yūko Kakihara au scénario. Yoshihisa Sato s'occupe du Character designer, Pony Canyon est crédité pour la musique avec Takeshi Watanabe qui compose la musique. La série est diffusée du 5 juillet 2024 au 20 septembre 2024 au Japon sur Tokyo MX et d'autres chaînes,. La série est diffusée sur Crunchyroll pour les autres pays.
Gohobi interprète le générique du début intitulé Blouse (ブラウス) tandis que Saori Hayami interprète le générique de fin intitulé Ad-lib (アドリブ),.

### Liste des épisodes
| No | Titre français                  | Titre japonais | Titre japonais         | Date de 1re diffusion |
| No | Titre français                  | Kanji          | Rōmaji                 | Date de 1re diffusion |
| -- | ------------------------------- | -------------- | ---------------------- | --------------------- |
| 1  | Le début d'une belle histoire ? | 物語の始まり？ | Monogatari no hajimari | 5 juillet 2024        |
| 2  | Déclaration ?                   | 告白？         | Kokuhaku?"             | 12 juillet 2024       |
| 3  | Coaching en amour ?             | 恋愛指南？     | Ren'ai shinan?         | 19 juillet 2024       |
| 4  | Wow ?                           |                |                        | 26 juillet 2024       |
| 5  | Vacances d'été                  | 夏休み         | Natsu yasumi           | 2 août 2024           |
| 6  | Premier rencard ?               | 初デート？     | Hatsu Dēto?            | 9 août 2024           |
| 7  | Diplôme                         | 卒業           | Sotsugyō               | 16 août 2024          |
| 8  | Adulte                          | 大人           | Otona                  | 23 août 2024          |
| 9  | Celui que j'aime                | 好きな人       | Sukina hito            | 30 août 2024          |
| 10 | Birthday                        | バースデイ     | Bāsudei                | 6 septembre 2024      |
| 11 | Triangle amoureux ?             | 三角関係？     | San-kaku kankei        | 13 septembre 2024     |
| 11 | Le début de notre histoire      | 物語の始まり   | Monogatari no Hajimari | 20 septembre 2024     |

## Accueil
La série de manga se classe 7e aux Next Manga Awards de 2019 dans la catégorie Manga papier.

### Annotations
1. ↑  Les titres français de l'adaptation en anime proviennent de Crunchyroll.

### Édition japonaise
1. 1 2  (ja) « 疑似ハーレム １ », sur Shōgakukan (consulté le 11 avril 2023).
2. 1 2  (ja) « 疑似ハーレム ２ », sur Shōgakukan (consulté le 11 avril 2023).
3. 1 2  (ja) « 疑似ハーレム ３ », sur Shōgakukan (consulté le 11 avril 2023).
4. 1 2  (ja) « 疑似ハーレム ４ », sur Shōgakukan (consulté le 11 avril 2023).
5. 1 2  (ja) « 疑似ハーレム ５ », sur Shōgakukan (consulté le 11 avril 2023).
6. 1 2  (ja) « 疑似ハーレム ６ », sur Shōgakukan (consulté le 11 avril 2023).

### Édition française
1. 1 2  « Vol.1 Pseudo Harem - Manga », sur manga-news.com (consulté le 11 avril 2023).
2. 1 2  « Vol.2 Pseudo Harem - Manga », sur manga-news.com (consulté le 11 avril 2023).
3. 1 2  « Vol.3 Pseudo Harem - Manga », sur manga-news.com (consulté le 11 avril 2023).
4. 1 2  « Vol.4 Pseudo Harem - Manga », sur manga-news.com (consulté le 6 novembre 2024).